# Буки (Малинский район)
Буки́ (укр. Буки) — село на Украине, основано в 1895 году, находится в Малинском районе Житомирской области.
Код КОАТУУ — 1823481403. Население по переписи 2001 года составляет 195 человек. Почтовый индекс — 11653. Телефонный код — 4133. Занимает площадь 1,265 км².

## Адрес местного совета
11654, Житомирская область, Малинский район, с. Луки, телефон 9-54-31.